# Arrendador de rentas
La recaudación de las rentas de la corona estuvo desde los tiempos más antiguos de la monarquía española, confiada a arrendadores, es decir, a unos hombres que en virtud de ajustes tomaban a su cargo recoger los tributos y entregar en arcas el precio estipulado quedando a su favor, por premio de sus cuidados, la diferencia de la cantidad que recogían de mano del contribuyente a la que depositaban en el erario.

## Abusos de los arrendadores
Los gravísimos daños que ocasionó este sistema de recaudación por la inmoralidad de los arrendadores excitaron las quejas y reclamaciones más amargas de parte de los pueblos y de los hombres amantes del bien de la patria, desde el siglo XII al XVIII. En este la ilustración de Fernando VI excitada por el celo e integridad del marqués de la Ensenada, abolió los arriendos substituyendo el método de administración.
En los cuadernos de las cortes de Castilla se conservan memorias muy vergonzosas de la avaricia de los arrendadores que pueden servir de escarmiento para no fiarles, sin las debidas precauciones, una parte tan delicada del gobierno de hacienda. Apremiaban con bagajes a los pueblos para la conducción de los frutos que recogían y se valían de las pesquisas más rigurosas para asegurar la exactitud de los pagos. En vez de hacer las cobranzas al tiempo de la cosecha, la diferían, para girar la cuenta según los mayores valores que los frutos tuvieran en el año. Con emplazamientos continuos y molestos, sacaban de su domicilio al labrador y le sujetaban a sufrir el pago de costosas gratificaciones si había de libertarse de su mano.
Muchos de los labradores, decían las cortes de Madrid de 1433, por no perder sus labores se dejan cohechar, é se avienen con los arrendadores, e les dan dinero, puesto que ge lo non deben: cada labrador face cuenta que aunque no venga a plazo más de una vez en la semana, que mejor le es pagar diez, quince o veinte mrs. de avenencia que non venir muchas veces é perder muchos jornales.
Los arrendadores, dueños de las rentas durante el plazo del asiento y subrogados sin trabas en los derechos del soberano, eximían del pago de las contribuciones a sus paniaguados, amigos y parientes y para no perder lo que de ellos dejaban de cobrar, lo repartían a los vecinos. Además, introdujeron la práctica abusiva de cobrar y repartir por las reglas de los pedidos los derechos que debían exigir al cobrar las tercias o al tiempo de las ventas en las alcabalas.
A estos daños públicos se añadían los que padecía el erario al que defraudaban los arrendadores en el pago de los arriendos a pretexto de la miseria de los contribuyentes, siendo así que les habían exigido mayores sumas que las que legalmente estaban obligados a satisfacer. Trampa indecente que obligó a las cortes de Toledo de 1462 a pedir que se nombraran jueces pesquisidores para averiguar y castigar este abuso.
Las vejaciones de los arrendadores, unidas al odio que excitaba su conducta, a la despoblación que sus torpes manejos causaban al reino y a los clamores repetidos de los pueblos, movieron a la reina Isabel a mandar en su testamento que estos se encabezaran. Pero las urgencias de la corona bajo los monarcas de la casa de Austria difirieron su cumplimiento: y por el aliciente de las anticipaciones de dinero que ofrecían, se continuaron entregando las rentas públicas a sus manos avaras.
En esta época, de Flandes, de Génova y de Alemania salían continuas colonias de usureros y negociantes hambrientos que abandonando su patria por no tener en ella de que vivir, aunque (como asegura Alcázar de Ariaza) no traían más que la capa al hombro, aparecían en España con el carácter de arbitristas y dando en la real hacienda, según expresión de un consejero de Felipe II, como en real de enemigo, la pusieron en el mayor apuro aniquilando a los contribuyentes y destruyendo el comercio y la industria. Con sus tristes despojos hicieron estos aventureros su fortuna llegando algunos a los primeros grados de la nobleza.
A esto se agregaba el perjuicio que causaban los muchos ejecutores y cobradores que los asentistas empleaban en la recaudación de los tributos y derechos. El aliciente de estos encargos era tan grande que muchos abandonaban las artes y los oficios para entregarse a una ocupación que sin gran fatiga les proporcionaba comodidades y la consideración que siempre acompaña a la funesta facultad de incomodar.
Antolín de la Serna hacía ascender a 150.000 el número de los recaudadores de su tiempo. Decía:
gente que sustentan casa y familia y con ser por lo regular desordenada y viciosa, lo pasan mas sobrados que muchos hacendados. No se contenta con sacar en limpio el salario, ni el escribano con los derechos de arancel: aprietan al deudor, no para cobrar la deuda sino para ajustar mejor su provecho y el pobre afligido, por excusar el descrédito de una prisión... contenta a estos ministros, de que se sigue a los deudores sn perdición. Unos con otros saldrán a 500 ducados cada año: entrando lo que lleva el escribano, papel y lo escrito, sobornos y otras cosas en 100.000 personas, importan 50.000.000 de ducados o sean 550.000.000 de rs.
Osorio, en la extensión política supone que llegaban a 200.000,000 pesos los que anualmente se estafaban con capa de servir a S. M., por la multitud de gentes ocupadas en cobrar los tributos. Cambalachados los arrendadores con las justicias de los pueblos, repartían dos y tres veces más de lo que montaban los tributos: 
por cuya causa quedaban yermos les lugares y se defraudaban más de 60.000,000 de pesos. Al que no podía pagar cinco le repartían veinte y al que podía pagar veinte le exigían cinco. Siguen las ejecuciones y con ellas para cobrar ciento, suben a mil las costas. En los lugares que pagan, se lo comen los alcaldes; y cuando les piden el dinero los arrendadores se van a la iglesia y por vía de composición se reparte por quiebras el alcance al pueblo.
No es de admirar que los arrendadores cometieran impunemente estas maldades, porque era tan grande su influjo cerca del gobierno, que tomaban las rentas al desperdicio, quedándoles una ganancia del ciento por ciento; pues los pregones se daban sin formalidad, apartando con tramas a los licitadores. Los arrendadores quedaban casi siempre en descubierto con la hacienda y alegando perdidas lograban perdones y recompensas. Pero que mucho que esto sucediera cuando los mismos arrendadores ascendían a consejeros y ministros del tribunal de la contaduría mayor, con lo cual estorbaban las reformas: y si algunos contadores o ministros hacían frente a los abusos, eran víctimas de su celo, como lo asegura Osorio y Redin, añadiendo: 
que las calamidades del reino se debían a los arrendadores. Por ellos se aumentaron los tributos y gabelas, que han despoblado los lugares, las cuales reformadas, producirían las rentas cuatro veces más y los vecinos pagarían solo la cuarta parte.

## La opinión pública
La inmensa fortuna que hicieron estas sanguijuelas no pudo ahogar la voz de la opinión que los condenaba como a instrumentos de la desgracia de la nación. Mientras gozaron el fruto de sus rapiñas el contribuyente se desquitó trasmitiendo a la posteridad la fama de sus crímenes. De aquí nació el proverbio español deshonroso a los arrendadores, que dice: arrendadorcillos comer en plata y morir en grillos. El ingenioso Cervantes nos ha dejado un monumento oprobioso a estos hombres que acredita la mala opinión que disfrutaban cuando en boca de la mujer del escudero del héroe dice: no pienso parar hasta verte arrendador o alcabalero; que son oficios que aunque lleva el diablo a quien mal los usa, en fin tienen y manejan dinero.
El gracioso Quevedo, como testigo de los abusos de los arrendadores, descargando sobre ellos el látigo de la sátira en El alguacil alguacilado: 
habéis de saber, que en España los misterios de las cuentas de los extranjeros son dolorosos para los millones que vienen de Indias. .. . Han hecho entre nosotros sospechoso este nombre de asientos. Hombre de estos ha ido al infierno, que viendo la leña y fuego que se gasta, ha querido hacer estanco de la lumbre; y otro quiso arrendar los tormentos, pareciéndole que ganaría con ellos mucho.
Y en el Sueño de las Calaveras añade: 
todos los más hombres dan cuenta de lo que es suyo mas estos de lo ageno y todo.